# Договор между Великобританией и Лагосом (1861)
Договор между Великобританией и Лагосом (1861), или Лагосский договор о передаче был договором между Великобританией (в лице Нормана Б. Бедингфилда, капитана военного корабля «Prometheus» и Уильяма Маккоскри, исполняющего обязанности консула в Лагосе) и Обой (королём) Досунму из Лагоса (в британских документах он пишется «Docemo»), представляющего Лагос.

## Исторический фон
В начале 19-го века Британия боролась против трансатлантической работорговли, и эскадра в Западной Африке преследовала португальские, американские, французские и кубинские рабовладельческие корабли и навязывала соглашения о борьбе с рабством западноафриканским прибрежным вождям с настойчивостью, создавшей сильное британское присутствие вдоль западноафриканского побережья от Сьерра-Леоне вплоть до дельты Нигера в сегодняшней Нигерии и даже до Конго.
В 1849 году Британия назначила Джона Бикрофта консулом в заливах Бенина и Биафры (одновремённо с его правлением в Фернандо-По) до его смерти в 1854 году. Джон Дункан был назначен вице-консулом и находился в Виде. Во время назначения Бикрофта Королевство Лагос при Обе Косоко находилось в западной части территории консульства и было ключевым торговым портом рабовладельцев. В 1851 году под давлением освобожденных рабов, которые теперь обладали политическим и деловым влиянием, Британия начала в Лагосе так называемую Бомбардировку Лагоса (вылившуюся в два десанта, второй из которых стал успешным). Британцы свергли Обу Косоко, установили власть Обы Акитое, и 1 января 1852 года подписали с ним договор между Великобританией и Лагосом, который запретил работорговлю, что положило начало «консульскому периоду» в истории Лагоса, когда Британия обеспечивала Лагосу военную защиту и играла основную роль в его политике.

## Договор о передаче
После угроз со стороны свёргнутого Косоко и французов, которые были размещены в Виде, британским премьер-министром лордом Палмерстоном было принято решение, которое отметило «целесообразность не терять времени при принятии формального протектората над Лагосом». 30 июля 1861 года исполняющий обязанности консула в Лагосе Уильям Маккоскри с коммандером Бедингфилдом созвал встречу с Обой Досунму на борту корабля «Прометей», где были разъяснены намерения Британии и к августу 1861 года был потребован ответ на её условия. Досунму возражал против условий договора, но под угрозой Бедингфилда начать военные действия против Лагоса Досунму уступил и подписал договор.

## Текст договора
Текст Лагосского договора о передаче приводится ниже: 
 Договор между Норманом Б. Бедингфельдом, коммандером корабля Её Величества «Прометей» и старшим офицером дивизиона в Заливах, и Вильямом Маккоскри, эсквайром, исполняющим обязанности консула Её Британского Величества со стороны Её Величества Королевы Великобритании, и Королем Лагоса Досемо, со стороны себя и вождей .

 Статья I
Для того, чтобы английская королева имела больше возможностей для оказания поддержки, защиты и заботы жителям Лагоса, а также для прекращения работорговли в этом и соседних округах, а также для предотвращения разрушительных войн, которые так часто предпринимаются Дагомеей и другими для захвата рабов, я, Досемо, с согласия и советов моего Совета, даю, передаю, и этими подарками дарю и подтверждаю Королеве Великобритании, ее наследникам и преемникам навсегда, порт и остров Лагос со всеми правами, прибылью, территориями и принадлежностями, какими бы они ни были, а также с прибылью и доходом в виде прямого, полного и абсолютного господства и суверенитета над указанными портом, островом и владениями, со всеми роялти, свободно, полностью и целиком и абсолютно. Я также заключаю соглашение и даю согласие на то, чтобы тихое и мирное владение им со всей возможной скоростью было свободно и эффективно передано Королеве Великобритании или тому лицу, которое Ее Величество назначит для ее использования при исполнении этого дара; жителям указанного острова и территорий, отныне являющихся подданными королевы и находящимся под ее суверенитетом, короной, юрисдикцией и правительством, по-прежнему дозволено там жить.
Статья II
Досемо будет разрешено использовать титул короля в его обычном африканском значении, и ему будет разрешено разрешать споры между уроженцами Лагоса с их согласия при условии обращения к британским законам.
Статья III
При передаче земель печать Досемо, прикрепленная к документу, будет свидетельством того, что на него не претендуют другие местные соискатели, и для этой цели ему будет разрешено использовать его до настоящего времени. Принимая во внимание передачу, как упоминалось ранее, порта, острова и территории Лагоса, представители королевы Великобритании обещают, при условии одобрения Ее Величества, что Досемо будет получать ежегодную пенсию от королевы Великобритании, равной чистой прибыли, полученной им до сих пор; такая пенсия будет выплачиваться в такие периоды и в таком режиме, который может быть определен в дальнейшем.
Лагос, 6 августа 1861 г.  Подписано  
ДОСЕМО 
ТЕЛАКЕ 
ОБАЛЕКОУ 
НОРМАН Б. БЕДИНГФИЛД Корабль Ее Величества "Прометей", старший офицер дивизиона Заливов  

 У. МакКОСКРИ, и.о. консула 